# José Pedro Carrión
José Pedro Carrión (Medina del Campo, Provincia de Valladolid, 25 de julio de 1950) es un actor español.

## Trayectoria
Se formó en interpretación en la RESAD y junto a William Layton. Comienza su actividad artística en la década de 1970. A lo largo de cerca de 40 años ha desarrollado su carrera sobre todo en teatro y en menor medida en cine y televisión. Sobre los escenarios ha trabajado bajo las órdenes, entre otros, de Miguel Narros, Gerardo Vera, José Carlos Plaza y John Strasberg.

## Teatro
- Páncreas (2015/2017)
- Hécuba (2013)
- La amante inglesa (2013)
- Madre Coraje y sus hijos (2010)
- Cosmética del enemigo (2008)
- Timón de Atenas (2008)
- Cyrano de Bergerac (2007)
- Himmelweg, camino del cielo (2004)
- Doce hombres sin piedad (2001)
- La asamblea de las mujeres (1999)
- Ricardo III (1998)
- La tuerta suerte de Perico Galápago de Jorge Márquez (1995)
- Marat-Sade (1993)
- El mercader de Venecia (1993)
- Comedias Bárbaras (1992)
- Historia del zoo (1991)
- Los últimos días de Emmanuel Kant (1990)
- Hamlet (1990)
- Largo viaje hacia la noche (1989)
- La malquerida (1988)
- El sueño de una noche de verano (1986)
- Eloísa está debajo de un almendro (1984)
- Del rey Ordás y su infamia (1983)
- El rey Lear (1983)
- Seis personajes en busca de autor (1982)
- La señora Tártara (1980)
- Tío Vania (1978)

## Cine
- Medea 2 (2006)
- Hormigas en la boca (2005)
- Sagitario (2001)
- Juego de Luna (2001)
- El secreto de la porcelana (1999)
- El conductor (1998)
- Mambrú (1996)
- Pintadas (1996)
- El laberinto griego (1993)
- Matar al Nani (1988)
- La rusa (1987)
- Dragon Rapide (1986)
- La fuga de Segovia (1981)
- Sus años dorados (1980)
- Siete días de enero (1979)
- El puente (1977)

## Televisión
- Pulsaciones (2017) como Gabriel Escudero
- Águila Roja (2015)
- Cuéntame cómo pasó como David Sandoval, 8 episodios (2015-2016)
- Isabel (2014)
- El Bloke. Coslada cero (2009)
- Estudio 1
  - Los ladrones somos gente honrada (2006)
  - El jardín de los cerezos (2006)
- Amar en tiempos revueltos (2005-2006)
- El comisario
  - Cuatro balas (2004)
  - Punto sin retorno (2003)
  - La mano que da de comer (2000)
  - Sin pruebas (2000)
- Ana y los 7 
  - La gran ocasión de Ana (2002)
- Un chupete para ella (2000-2001)
- La virtud del asesino (1998)
- Eva y Adán, agencia matrimonial
  - Sólo para mirones (1990)
- La forja de un rebelde
  - Episodio1.6 (1990)
- Vísperas (1987)
- Paisaje con figuras
  - Mariano José de Larra (1985)
- Estudio 1 
  - Seis personajes en busca de un autor (1982)
- Cervantes (1981)

## Premios
- 1991, Premio Nacional de Teatro
- 1993 y 2007, Premio Ercilla